# Луиза Мария Бурбон-Сицилийская
Луиза Мария Амалия Тереза (итал. Luisa Maria Amalia Teresa; 27 июля 1773, Неаполь — 19 сентября 1802, Вена) — принцесса из дома Сицилийских Бурбонов, великая герцогиня Тосканы (1790—1801).

## Биография
Луиза родилась в семье короля Обеих Сицилий Фердинанда I его супруги Марии Каролины, дочери императрицы Марии Терезии. Была вторым по старшинству из 18 детей в семействе.
В возрасте 17 лет принцесса Луиза выходит замуж за великого герцога Тосканского Фердинанда III который, будучи сыном австрийского императора Леопольда II, являлся также внуком императрицы Марии Терезии. Венчание состоялось 15 августа 1790 года в Неаполе, свадьба же праздновалась 19 сентября того же года в Вене. Эта свадьба была частью плана императора Леопольда, пожелавшего связать браком троих своих детей с тремя отпрысками своей любимой сестры Марии Каролины. Поэтому одновременно со свадьбой Фердинандa III и Луизы праздновались ещё две: старшего сына Леопольда, будущего императора Франца II со старшей дочери Марии Каролины, Марией Терезией, а также младшей дочери Леопольда, Марии Клементины, с младшим сыном Марии Каролины, будущим королём Обеих Сицилий Франциском I. Впрочем, последняя свадьба была, ввиду юного возраста жениха и невесты, чисто символическим актом; церемония заключения брака повторно состоялась через 7 лет, когда дети подросли.
В 1800 году французская армия, в ходе так называемых наполеоновских войн, завоевала Тоскану, и семья великого герцога была вынуждена бежать в Вену. Здесь, в 1802 году, Луиза Мария родила своего шестого ребёнка (появившегося мертворождённым на свет), и сама при этом, в возрасте 29 лет, скончалась.

## Дети
- Каролина Фердинанда (2 августа 1793 — 5 января 1802)
- Франц Леопольд (15 декабря 1794 — 18 мая 1800)
- Леопольд, (3 октября 1797 — 29 января 1870), Великий герцог Тосканский (1824—1859)
- Мария Луиза (30 августа 1799 — 15 июня 1857), замужем не была
- Мария Терезия (21 марта 1801 — 12 января 1855), королева Сардинии и Пьемонта (1831—1849)
- мертворождённый сын (19 сентября 1802)